# بخش مرکزی شهرستان فریدن
{{ جعبه بخش ایران
|نام‌رسمی= بخش مرکزی شهرستان فریدن
|استان= اصفهان 
|شهرستان= فریدن
|مرکز= داران
بخش زنده رود
|شهرها=داران ، دامنه
|دهستان‌ها= دالانکوه ، زاینده‌رود شمالی ، [[دهستان 
|مذهب= شیعه
|جمعیت= ۳۸،۵۳۸ نفر (۱۳۹۵)}}
بخش مرکزی شهرستان فریدن یکی از بخش‌های تابعه شهرستان فریدن در استان اصفهان ایران است.

## تقسیمات کشوری
- بخش مرکزی شهرستان فریدن 
  - دهستان دالانکوه
  - دهستان زاینده‌رود شمالی
  - دهستان ورزق جنوبی

شهرها: داران ، دامنه

## جمعیت
براساس سرشماری عمومی نفوس و مسکن در سال ۱۳۹۵، جمعیت بخش مرکزی شهرستان فریدن برابر با ۳۸،۵۳۸ نفر بوده‌است.